# Тарханы (Тюменская область)
Тарха́ны — деревня в Ярковском районе Тюменской области России. Входит в состав Староалександровского сельского поселения.

## География
Деревня находится на западе Тюменской области, в пределах Западно-Сибирской низменности, в подтаёжной зоне, на правом берегу реки Тобол, к западу от автодороги 71А-2204, на расстоянии примерно 22 км (по прямой) к юго-юго-западу от села Ярково, административного центра района.

### Климат
Климат континентальный с холодной продолжительной зимой и тёплым относительно коротким летом. Средняя температура воздуха самого холодного месяца (января) — −19 °C (абсолютный минимум — −53 °C); самого тёплого месяца (июля) — 18 °C (абсолютный максимум — 34 °С). Продолжительность периода с устойчивыми морозами около 140 дней. Среднегодовое количество атмосферных осадков составляет 400—450 мм, из которых 310 мм выпадает в тёплый период. Продолжительность залегания снежного покрова составляет в среднем 160 дней.

### Часовой пояс
Деревня Тарханы, как и вся Тюменская область, находится в часовой зоне МСК+2. Смещение применяемого времени относительно UTC составляет +5:00.

## Население
| 2010 |
| ---- |
| 119  |

### Половой состав
По данным Всероссийской переписи населения 2010 года в половой структуре населения мужчины составляли 47,7 %, женщины — соответственно 52,3 %.

### Национальный состав
Согласно результатам переписи 2002 года, в национальной структуре населения татары составляли 62 % из 114 чел., сибирские татары — 35 %.